# Goldener Erdfloh

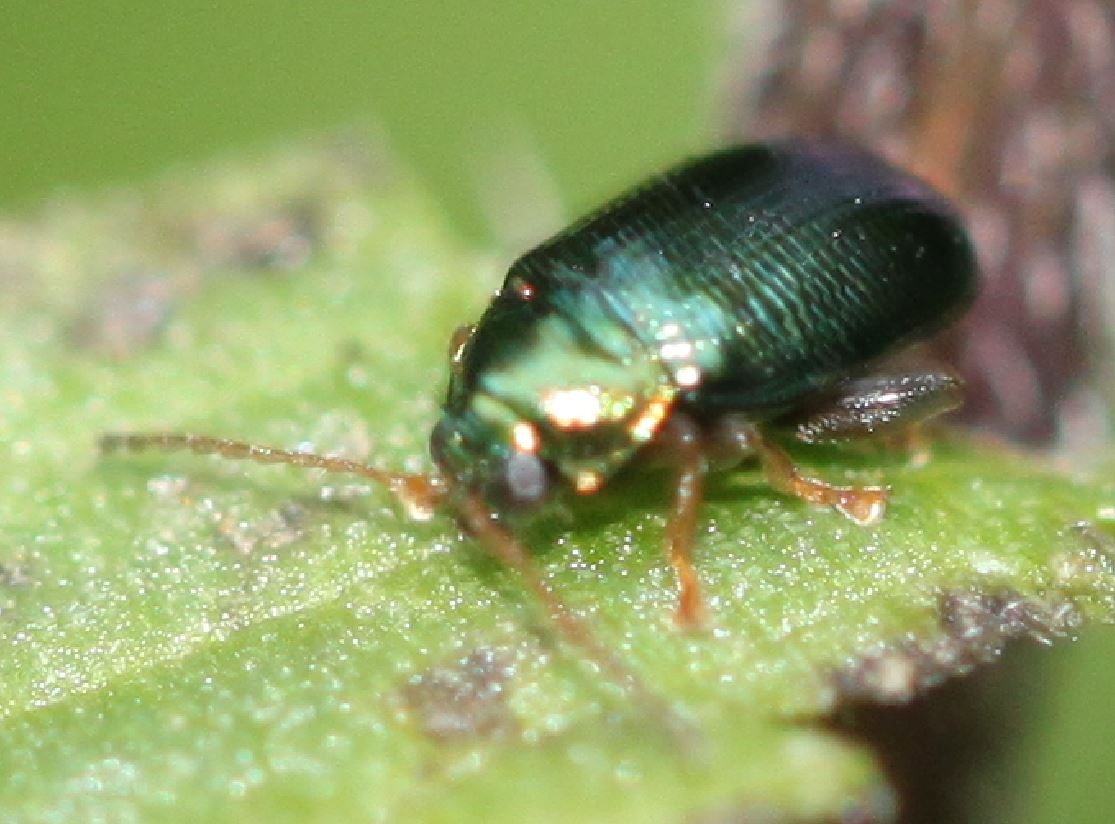
Goldener Erdfloh – grünlich glänzend

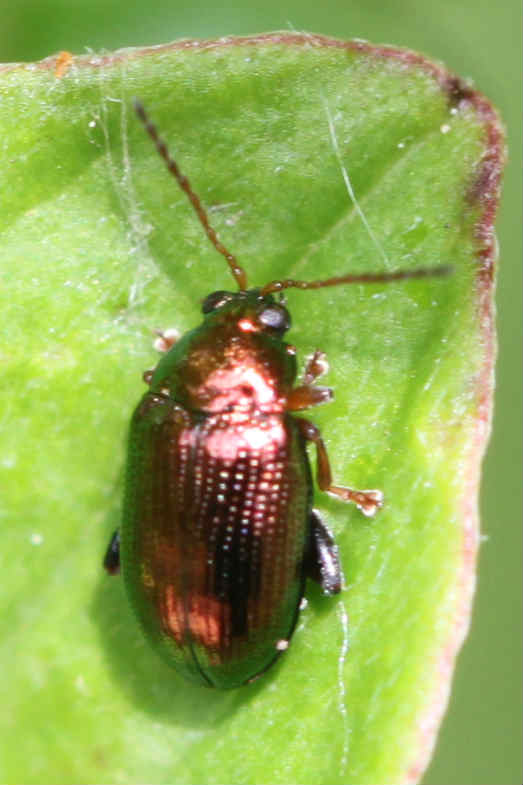
Goldener Erdfloh – rötlich glänzend

Der Goldene Erdfloh (Crepidodera aurea) ist ein Flohkäfer aus der Familie der Blattkäfer (Chrysomelidae).

## Merkmale
Der 2,5–3,8 mm große Käfer scheint abhängig von der Lichteinstrahlung in verschiedenen Grundfarben: goldgrün bis kupferrot, bronze, messingfarben, hellgrün oder blau. Die Deckflügel (Elytren) weisen eine starke Punktierung auf. Die Femora der hinteren Beine sind verdickt. Die Fühler sind rotgelb, die äußeren Glieder unscharf abgegrenzt verdunkelt.
Die Art ist von der ähnlichen Crepidodera aurata, mit der sie oft zusammen vorkommt, leicht an den bei dieser Art verschieden gefärbten Halsschild und Flügeldecken unterscheidbar. Die sehr ähnlichen Crepidodera aureola und Crepidodera fulvicornis unterscheiden sich durch etwas geringere Körpergröße und den deutlicheren, schärfer begrenzten Quereindruck auf dem Halsschild. Typisch für Crepidodera aurea ist auch die doppelte Punktierung des Halsschilds, mit verstreuten groben und dazwischen eingestreuten, viel feineren Punkten.

## Verbreitung
Die Käferart ist in Europa weit verbreitet. Ihre nördliche Verbreitungsgrenze geht durch die Niederlande, Südengland, Norddeutschland und Dänemark, bis zum Baltikum, sie fehlt also im größten Teil Skandinaviens. In Mitteleuropa gilt die Art als häufig. Ferner kommt der Goldene Erdfloh in Kleinasien, im Kaukasus, in Westsibirien und in Transbaikalien vor.

## Lebensweise
Die Käfer fliegen zwischen April und Anfang November.
Man findet sie häufig an Pappeln (vor allem Espe und Schwarzpappel) und Weiden (vor allem Salweide). Die Larven fressen an den Wurzeln, wobei sie Pappeln gegenüber Weiden bevorzugen sollen.
Auf den Pappelblättern ernähren sich die Käfer möglicherweise auch von parasitischen Schlauchpilzen der Gattung Venturia. Vor allem auf Espen können die Käfer die Blätter stark benagen, so dass nur noch die Aderung stehen bleibt (skelettieren), dies kann bis zum Kahlfraß gehen. Die Art gilt aber nicht als bedeutsamer Forstschädling. Die Imagines überwintern an Grasbüscheln.

## Taxonomie
Aus der Literatur sind folgende Synonyme bekannt:
- Chrysomela cyanea Marsham, 1802
- Haltica gaudens Stephens, 1831
- Haltica metallica Duftschmidt, 1825
- Altica aurea Geoffroy, 1785